# Schlacht von Byzantion
Erster Diadochenkrieg (321–320 v. Chr.):
Hellespont
Zwischenzeit (320–319 v. Chr.):
Orkynia – Kretopolis – Nora
Zweiter Diadochenkrieg (319–316 v. Chr.):
Megalopolis – Byzantion – Kopratas – Paraitakene – Gabiene
Dritter Diadochenkrieg (315–311 v. Chr.):
Tyros – Gaza
Babylonischer Krieg (311–309 v. Chr.)
Vierter Diadochenkrieg (309–301 v. Chr.):
Salamis – Rhodos – Ipsos
Fünfter Diadochenkrieg (288–286 v. Chr.)
Sechster Diadochenkrieg (282–281 v. Chr.):
Kurupedion
Die Schlacht von Byzantion war ein militärischer Zusammenstoß im Marmarameer in der Nähe der antiken Stadt Byzantion, des heutigen Istanbul. Sie fand im Sommer des Jahres 317 v. Chr. statt.
Als Konfrontation im zweiten Diadochenkrieg gehört die Schlacht zu den historischen Ereignissen im Zeitalter der Diadochen, das auf den Tod Alexanders des Großen 323 v. Chr. gefolgt war.

## Hintergrund
Seit dem Tod Alexanders befanden sich dessen Generäle, „Nachfolger“ (Diadochen genannt), in einem unablässigen Kampf um die Vorherrschaft in dessen Weltreich. Seit 319 v. Chr. führten sie den zweiten Diadochenkrieg, in dem die Koalition zwischen Kassander und Antigonos Monophthalmos gegen die des Reichsregenten Polyperchon mit dem Verteidiger des Königtums Eumenes stand. Während der Krieg von Antigonos und Eumenes in Asien ausgetragen wurde, kämpften der Regent Polyperchon und Kassander in Europa, das heißt im damaligen Griechenland.
Dabei geriet Polyperchon gegen seinen Widersacher bald ins Hintertreffen, besonders nachdem er 317 v. Chr. bei der Belagerung des mit Kassander verbündeten Megalopolis gescheitert war. Um die Lage zu seinen Gunsten zu bessern und um seinen Gegner räumlich von dessen wichtigstem Verbündeten, Antigonos, zu trennen, entsandte Polyperchon noch im Jahr 317 v. Chr. eine Flotte unter dem Kommando Kleitos’ des Weißen an den Hellespont, den strategisch wichtigen Übergang zwischen Europa und Asien. Außerdem sollte der dort operierende General Arrhidaios unterstützt werden, der von Antigonos bedrängt in Kios ausharrte.

## Die Schlacht
Nachdem Kleitos den Hellespont erreicht hatte, gingen mehrere Städte der Propontis zu ihm über, auch konnte er die Truppen des Arrhidaios auf seine Schiffe aufnehmen. Nachdem der Hellespont gesichert war, segelte er die Dardanellen hinauf in das Marmarameer bis vor die Mündung des Bosporus bei Byzantion. Kassander sandte darauf seinen Gefolgsmann Nikanor, den Kommandanten des Munychia bei Athen, mit einer eigenen Flotte aus, um Kleitos abzufangen. Beide Flotten trafen vor Byzantion zum Kampf aufeinander, aus dem Kleitos siegreich hervorging. Er konnte 17 Schiffe des Gegners versenken und nicht weniger als 40 Schiffe samt deren Mannschaften kapern. Nikanor zog sich mit seinen restlichen Schiffen geschlagen in den Hafen von Chalkedon zurück.
Seines Sieges gewiss, ließ Kleitos seine Flotte an der europäischen Seite des Bosporus anlanden, wo seine Truppen ein Lager errichteten. Aber als Antigonos von der Niederlage seines Verbündeten erfahren hatte, marschierte er selbst an den Bosporus und requirierte unbemerkt von Kleitos in einer Nacht Transportschiffe aus Byzantion. Auf ihnen setzte er hauptsächlich leichte Infanterieeinheiten, vor allem Bogenschützen, auf die europäische Seite über, mit denen er im Morgengrauen das an der Küste gelegene Lager des Kleitos überfiel. Die auf keinen Kampf vorbereiteten Männer des Kleitos wurden vollkommen überrascht und gerieten in Panik. Tumultartig versuchten sie auf ihre Schiffe zu gehen und diese auf das Meer zu ziehen, wobei sie von ihren eigenen Gefangenen behindert wurden, ihren Tross aufgeben mussten und mehrere tausend von ihnen in Gefangenschaft gerieten. Jene, die es doch noch auf das Meer geschafft hatten, sahen sich dort ebenfalls von Antigonos bedrängt, der mehrere seiner Schiffe mit im Seekampf geübten Kriegern besetzt hatte, die nun die fliehenden Schiffe des Kleitos abfingen. Die Schlacht dauerte den ganzen Tag über und wurde noch in der folgenden Nacht fortgeführt. Auch Nikanor griff wieder in den Kampf ein, indem er mit seiner verbleibenden Flotte den Hafen von Chalkedon verließ. Mit den Rammspornen seiner Schiffe stieß er in die Seiten des fliehenden Gegners, kaperte und versenkte so all dessen Schiffe, einschließlich des Admiralsschiffs. Damit war der Kampf entschieden.

## Folgen
Kleitos konnte der Gefangenschaft entgehen, indem er an die europäische Küste schwamm. Über den Landweg durch Thrakien beabsichtigte er sich nach Makedonien durchzuschlagen, wo die Anhänger des Polyperchon noch die Oberhand hatten. In Thrakien aber wurde er von dem dortigen Statthalter Lysimachos gefangen genommen, der sich für die Seite Kassanders entschieden hatte und Kleitos töten ließ.
Auch für Nikanor sollte die letztlich siegreiche Schlacht von Byzantion zum Verhängnis werden. Bei seiner Ankunft im Hafen Piräus wurde er von Kassander zunächst feierlich empfangen, aber nur kurze Zeit später gefangen gesetzt und hingerichtet. Offenbar hatte sich Nikanor durch ein infolge seines Sieges angeeignetes arrogantes Auftreten verdächtig gemacht, weshalb er von Kassander als potentieller Rivale um die Macht wahrgenommen wurde.
Für die Vertreter des Königtums um Polyperchon stellte Byzantion die zweite schwere Niederlage nach Megalopolis dar. Sie verfehlte das Ziel, Kassander und Antigonos räumlich voneinander zu trennen, stattdessen war nun durch den Verlust des Hellespont Polyperchon von Eumenes abgeschnitten. Der wurde in der Folge von Antigonos immer weiter in den asiatischen Osten abgedrängt und konnte Polyperchon folglich auch nicht mehr zu Hilfe gegen Kassander kommen. Der wiederum konnte noch 317 v. Chr. die Kontrolle über Athen gewinnen und schließlich 316 v. Chr. auch in Makedonien die Macht an sich reißen. Eumenes fand nach der Schlacht von Gabiene (Winter 316 v. Chr.) sein Ende und Polyperchon musste sich geschlagen auf den Peloponnes zurückziehen.